# Basil Hall
Basil Hall (dècada del 1920? – ?) fou un pilot de motocròs anglès de renom internacional durant la dècada del 1950, quan fou un dels principals competidors al Campionat d'Europa de motocròs, predecessor del mundial. Formà part de l'equip estatal britànic que guanyà el Motocross des Nations el 1950. El 1953 va guanyar el Gran Premi de Suïssa, disputat a Ginebra el 26 d'abril, i quedà quart a la general del campionat europeu.

## Palmarès al Campionat d'Europa
Font:
| Any  | Motocicleta | 500cc |
| ---- | ----------- | ----- |
| 1952 | BSA         | 9è    |
| 1953 | BSA         | 4t    |
| 1954 | BSA         | 14è   |
| 1955 | Ariel       | 15è   |